# Villa Trabia
De Villa Trabia, of voluit Casena dei Trabia alle Terre Rosse, is een landhuis in Palermo, hoofdstad van de Italiaanse autonome regio Sicilië. 
De villa met park bevindt zich aan de Via Antonio Salinas en is eigendom van de stad Palermo. Er zijn burelen gehuisvest alsook een bibliotheek, een mediatheek en een trouwzaal. Het oudste deel van het 18e-eeuwse park is een 17e-eeuwse tuin. De villa is 18e-eeuws en classicistisch van bouwstijl. Binnen is het interieur neoclassicistisch (19e-eeuws).

## Naam
De naam Trabia komt van de familie Lanza Branciforti, prinsen van Trabia, die de eigenaar waren in de 19e en 20e eeuw. De naam Terre Rosse of Rode Gronden is een oudere naam voor de kloostertuin van de kanunniken van San Francesco di Paola aldaar. De tuin lag destijds buiten de stadsmuren van Palermo, terwijl het kanunnikenhuis in de stad lag.

## Historiek
In de 18e eeuw kon een kanunnik zich een groot perceel toe-eigenen van het kloosterbezit in de Terre Rosse. Het was Nunzio Sero die het domein verkocht aan de edelman Razionale Paolo Spinelli (1756). Op dat moment stond er een huisje te midden van de tuin. Spinelli vergrootte het huis. 
Zijn erfgenamen verkochten het aan Ottavio Gaetani e Lanza, markies van Sortino en prins van Cassaro, en diens vrouw Maria Cristina Lucchesi Palli (1770). Dit echtpaar vergrootte het domein door aanliggende percelen op te kopen; bovendien bouwden zij het huis uit tot een villa. Het definitief uitzicht van de villa is aan hen te danken.Er kwam nog een monumentale inrijpoort.
Het echtpaar had geen kinderen. Na hun dood kwam het pand in handen van Maria Cristina’s broer, Ignazio Lucchesi Palli, prins van Campofranco. Aangezien deze prins gokschulden had, kon Giuseppe Lanza e Branciforte, prins van Trabia en prins van Butera, alles opkopen. Zijn titel, deze van Trabia, bleef voortaan verbonden met de villa. De prins van Trabia liet het park heraanleggen. Er kwamen parterres met bloemen, fonteinen, marmeren beelden en brede lanen. Hij liet zeldzame planten leveren vanuit het buitenland, tropische en subtropische planten met name orchideeën. Het interieur van de villa werd aangepakt en verfraaid in neoclassicistische stijl. De laatste nazaat, Raimondo Lanza di Trabia (1915-1954), een militair en flamboyante sportman, woonde nog weinig in de Villa Trabia. Het domein geraakte verwaarloosd. De man overleed in verdachte omstandigheden door naakt uit een hotelkamer in Rome te vallen (1954).
De Banco di Sicilia kocht de Villa Trabia op. Het kostte de stad Palermo vier jaren om stuk na stuk het hele domein te verwerven (1980-1984). De stad gebruikt de villa vervolgens voor eigen diensten en opende het park voor het grote publiek, met onder meer de organisatie van zomerfestivals.

## Beschrijving
Het park is 6 ha groot. Het bekendste beeld is door Filippo Pennino vervaardigd en stelt Glauco voor. Glauco is een zeegod die door het eten van een speciaal kruid onsterfelijk werd; zijn beeld is omgeven door putti en zeemonsters. In het park staat een botanische tuin met 286 soorten orchideeën. Tevens groeien er vijgenbomen, palmbomen, oleanders en eiken. De zoölogische tuin met gazellen, pauwen en andere dieren uit de tijd van de familie Trabia heeft de stad opgedoekt. De tuin is in twee stukken gesneden door de aanleg van een straat tijdens de jaren 1970, toen de Banco di Sicilia eigenaar was. De Via Piersanti Mattarella doorklieft het park in twee; de twee delen hebben overigens een verschillend niveau. De 16e-eeuwse tuin, het oudste deel van het park, staat naast de villa.
De villa is een classicistisch bouwwerk. Het bestaat uit twee verdiepingen. Het kent een U-vorm met een centraal deel en twee zijvleugels.